# Euphorbia shehbaziana
Euphorbia shehbaziana — вид квіткових рослин з родини молочайних (Euphorbiaceae).

## Морфологічна характеристика
Euphorbia shehbaziana легко відрізнити від своїх найближчих деревних родичів за наявністю цілісного листя, 3-5-променевих парасольок, зубчастих залозок, приквіткових чоловічих квіток і складчастого насіння.

## Етимологія
Euphorbia shehbaziana названа на честь доктора Іхсана А. Аль-Шехбаза на знак визнання його відданості розвитку ботаніки в Курдистані в Іраку.